# La Zisa

Il palazzo della Zisa (dall'arabo al-ʿAzīza, ovvero "la splendida") sorge fuori quelle che erano le mura della città di Palermo, all'interno del parco reale normanno, il Genoardo (dall'arabo Jannat al-arḍ ovvero "giardino" o "paradiso della terra"), che si estendeva con splendidi padiglioni, rigogliosi giardini e bacini d'acqua da Altofonte fino alle mura del palazzo reale. L'etimologia della Zisa ci viene spiegata da Michele Amari che, nella sua Storia dei musulmani di Sicilia così scriveva: 

## Storia
Le prime notizie, indicanti il 1165 come data d'inizio della costruzione della Zisa, sotto il regno di Guglielmo I (detto "Il Malo"), ci sono state tramandate da Ugo Falcando nel Liber de Regno Siciliæ. Sappiamo da questa fonte che nel 1166, anno della morte di Guglielmo I, la maggior parte del palazzo era stata costruita «mira celeritate, non sine magnis sumptibus» (lett. «con straordinaria velocità, non senza ingenti spese») e che l'opera fu portata a termine dal suo successore Guglielmo II (detto "Il Buono") (1172-1184), subito dopo la sua maggiore età.
L'appellativo Mustaʿizz è riferito, secondo Michele Amari, a Guglielmo II, anche in un'iscrizione in caratteri naskhī nell'intradosso dell'arcata d'accesso alla Sala della Fontana.
Un'altra iscrizione, invece, ben più famosa – in caratteri cufici – è tutt'oggi conservata nel muretto d'attico del palazzo, tagliata ad intervalli regolari nel tardo medioevo, quando la struttura fu trasformata in fortezza. Alla luce di queste fonti, la maggior parte degli studiosi sono concordi nel fissare al 1175 la data di completamento dei lavori del solatium reale.
Fino al XVII secolo il palatium non venne sostanzialmente modificato, come ci testimonia la descrizione del 1526 fatta dal monaco bolognese Leandro Alberti, il quale visitò la Zisa in quell'anno. Significativi interventi di restauro si ebbero negli anni 1635-36, quando Giovanni de Sandoval e Platamone, cavaliere dell'Alcantara, marchese di San Giovanni la Mendola, príncipe di Castelreale, signore della Mezzagrana e della Zisa, acquistò la Zisa, adattandola alle nuove esigenze abitative. In occasione di questi lavori fu aggiunto un altro piano, chiudendo il terrazzo, e si costruì, nell'ala destra del palazzo, secondo la moda dei tempi, un grande scalone, resecando i muri portanti e distruggendo le originarie scale d'accesso.

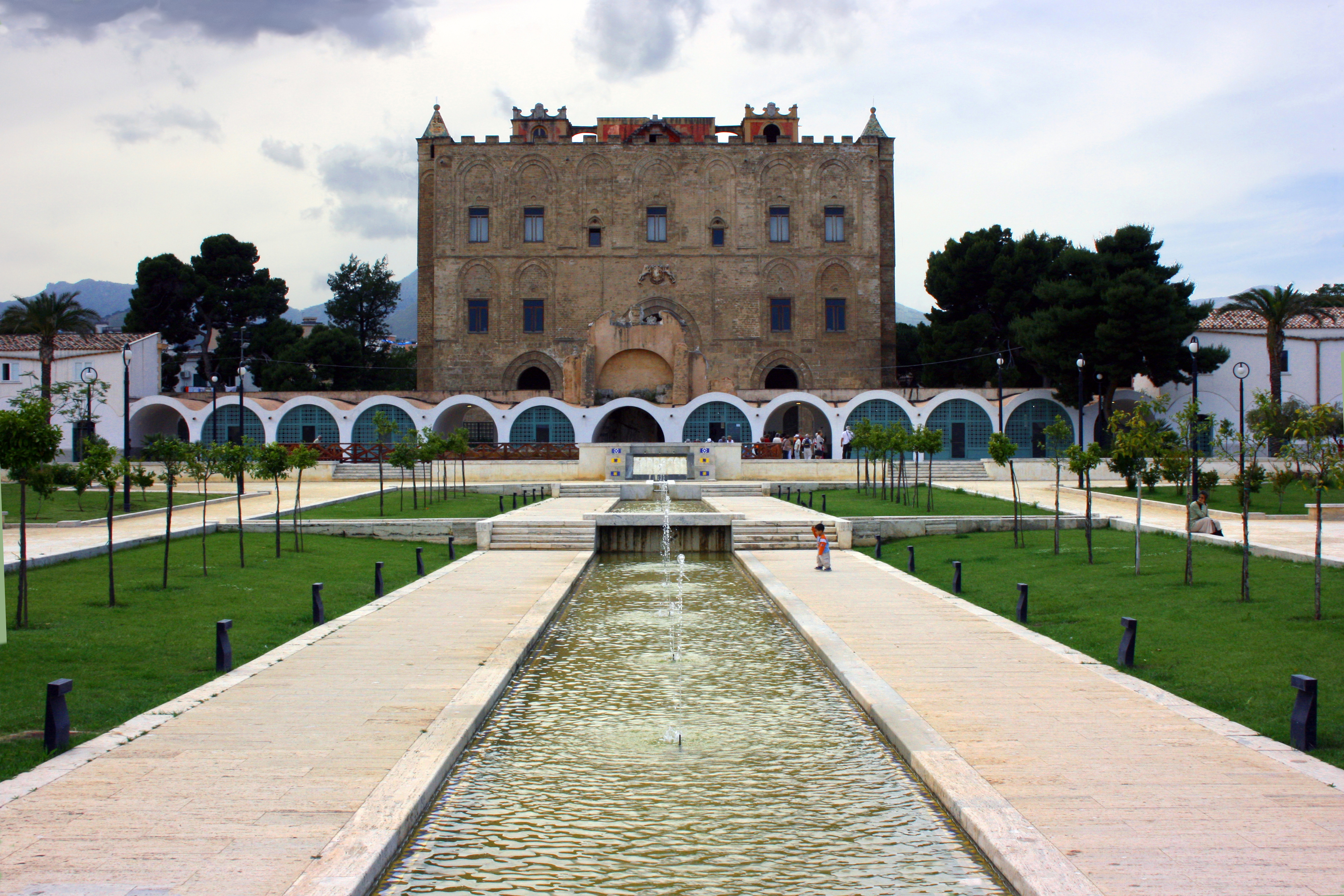
Sistema delle vasche

Successivamente, nel 1806, la Zisa pervenne ai Principi Notarbartolo, rappresentanti della più antica nobiltà siciliana ed eredi della Casa Ducale dei Sandoval de Leon, che ne fecero propria residenza effettuando diverse opere di consolidamento, quali il risarcimento di lesioni sui muri e l'incatenamento degli stessi per contenere le spinte delle volte. Venne trasformata la distribuzione degli ambienti mediante la costruzione di tramezzi, soppalchi, scalette interne e nel 1860 fu ricoperta la volta del secondo piano per costruire il pavimento del padiglione ricavato sulla terrazza.
Nel 1955 il palazzo fu espropriato dallo Stato, e i lavori di restauro, iniziati immediatamente, vennero poco dopo sospesi. Dopo un quindicennio d'incuria ed abbandono nel 1971 alcune parti dell'ala destra, compromesse strutturalmente dai lavori del Sandoval e dagli interventi di restauro, crollarono.
Il progetto di restauro filologico e per la fruizione venne affidato a Giuseppe Caronia, il quale, dopo circa vent'anni di lavoro e rilettura integrale, nel giugno 1991 restituì alla storia uno dei monumenti più belli e suggestivi della civiltà siculo-normanna. Durante l'opera di restauro Caronia invitò più volte a visitare il cantiere il direttore editoriale della casa editrice Laterza, Enrico Mistretta, che al termine dei lavori fece raccogliere un ampio materiale illustrativo a documentazione delle varie fasi del restauro, materiale adeguatamente commentato dallo stesso Caronia, pubblicando quindi nel 1982 un volume di grande formato.
Dal 1991 la Zisa ospita il Museo d'arte islamica. Dal 3 luglio 2015 fa parte del Patrimonio dell'umanità (UNESCO) nell'ambito dell'"Itinerario Arabo-Normanno di Palermo, Cefalù e Monreale". Il titolo nobiliare di Principe di Castelreale fu creato dai Re di Spagna per i proprietari del castello: fu concesso inizialmente ai Sandoval con apposito privilegio del 1672, e in seguito passò con titoli e beni ai Notarbartolo di Sciara, eredi dei Sandoval.

## Descrizione

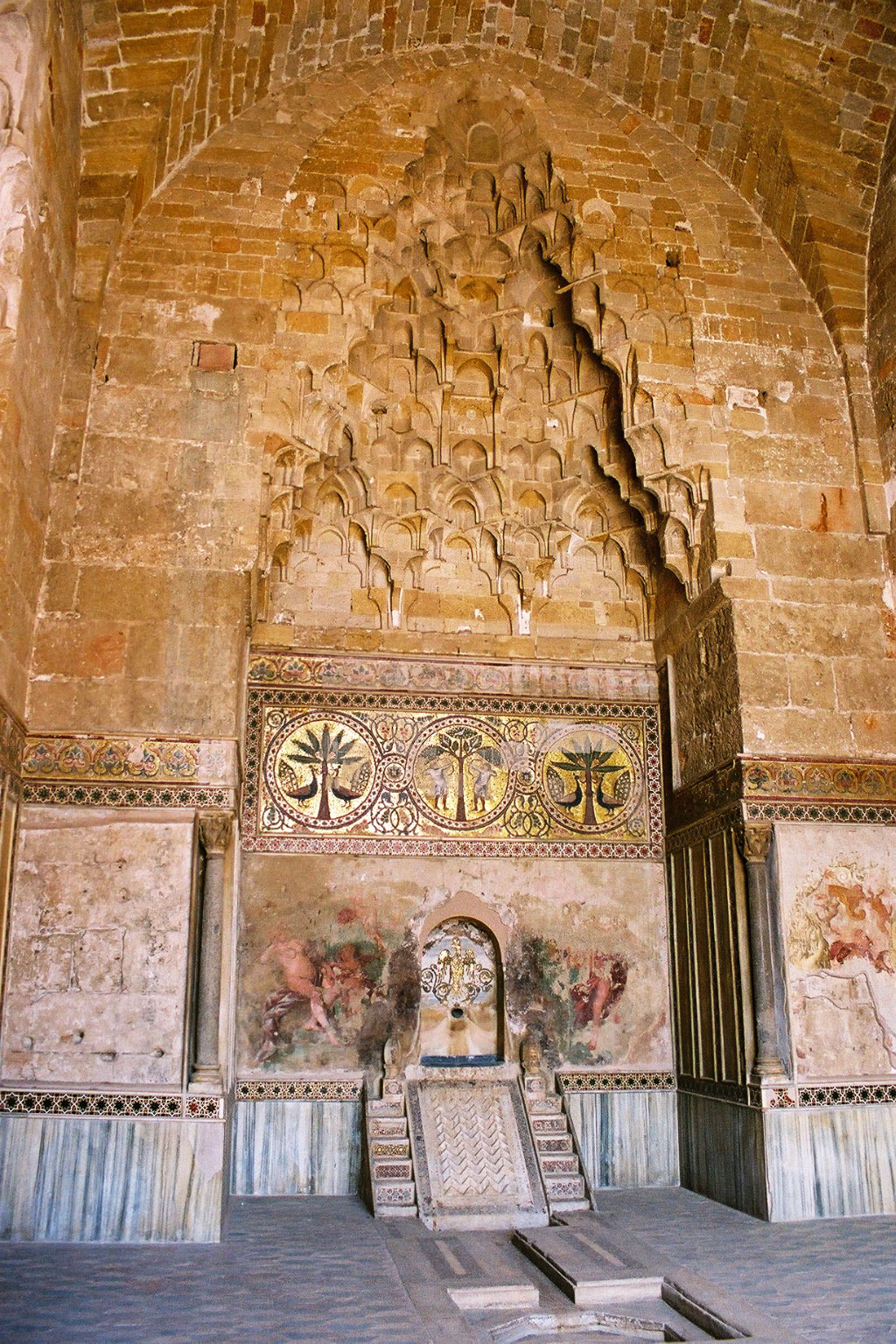
Nicchia della sala principale con fontana e Muqarnas.

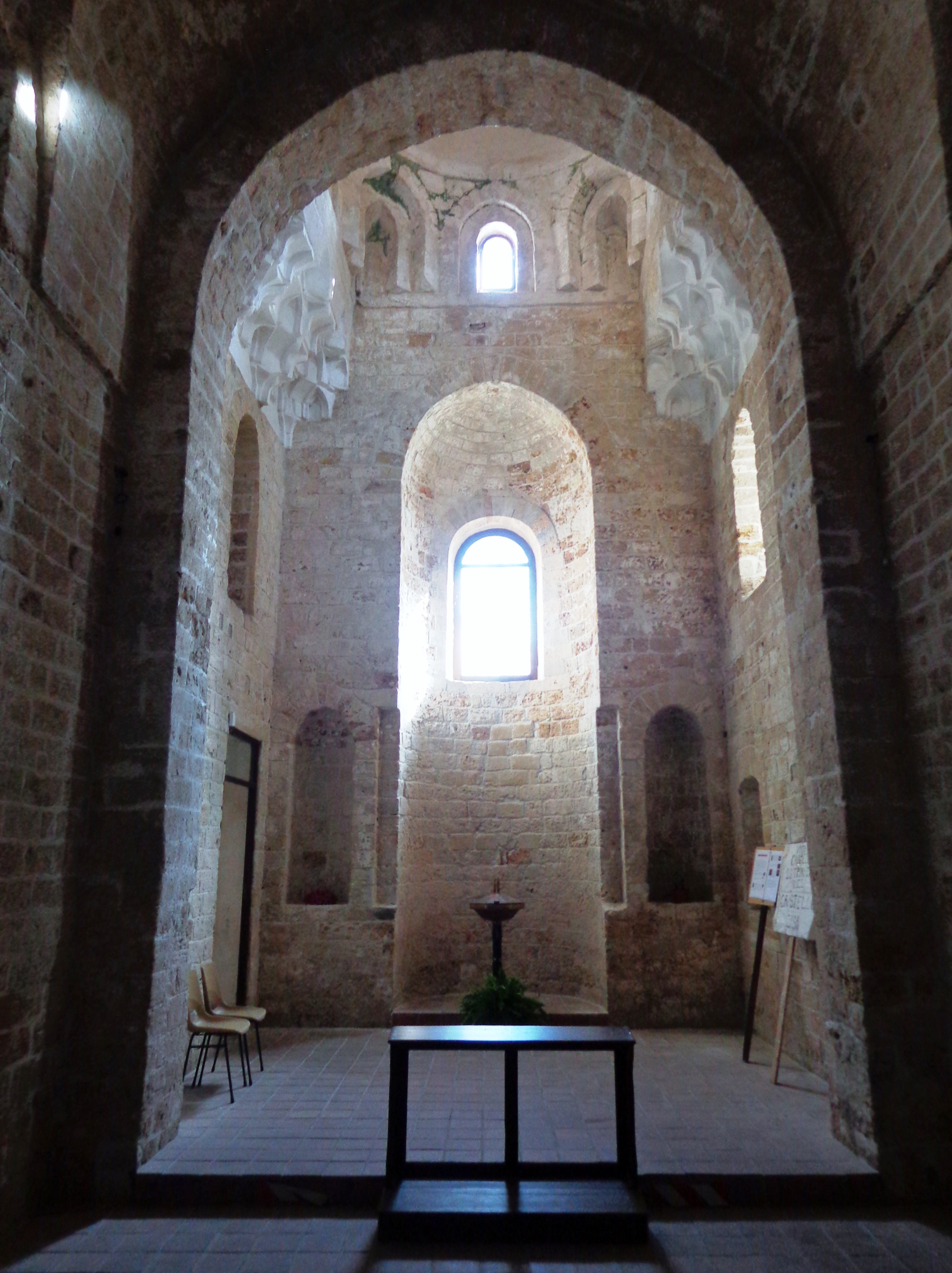
Abside della Cappella Palatina della Santissima Trinità.

Il palazzo della zisa, concepito come dimora estiva dei re, rappresenta uno dei migliori esempi del connubio di arte e architettura normanna con ambienti tipici della casa normanna (compresa la doppia torre cuspidata) e decorazioni e ingegnerie arabe per il ricambio d'aria negli ambienti. Si tratta di un edificio rivolto a nord-est, cioè verso il mare per meglio godere delle brezze più temperate, specialmente notturne, che venivano captate dentro il palazzo attraverso i tre grandi fornici della facciata e la grande finestra belvedere del piano alto. Questi venti, inoltre, venivano inumiditi dal passaggio sopra la grande peschiera antistante il palazzo e la presenza di acqua corrente all'interno della Sala della Fontana dava una grande sensazione di frescura. L'ubicazione del bacino davanti al fornice d'accesso, infatti, è tutt'altro che casuale: esso costituiva una fonte d'umidità al servizio del palazzo e le sue dimensioni erano perfettamente calibrate rispetto a quelle della Zisa. Anche la dislocazione interna degli ambienti era stata condizionata da un sistema abbastanza complesso di circolazione dell'aria che attraverso canne di ventilazione, finestre esterne ed altri posti in riscontro stabilivano un flusso continuo di aria.
La stereometria e la simmetria del palazzo sono assolute. Esso è orizzontalmente distribuito in tre ordini, il primo dei quali al piano terra è completamente chiuso all'esterno, fatta eccezione per i tre grandi fornici d'accesso. Il secondo ordine è segnato da una cornice marcapiano che delinea anche i vani delle finestre, mentre il terzo, quello più alto, presenta una serie continua di arcate cieche. Una cornice con l'iscrizione dedicatoria chiudeva in alto la costruzione con una linea continua. Si tratta di un'iscrizione in caratteri cufici, molto lacunosa e priva del nome del re e della data, che è tuttora visibile nel muretto d'attico del palazzo. Questa iscrizione venne, infatti, tagliata ad intervalli regolari per ricavarne merli nel momento in cui il palazzo fu trasformato in fortezza.
Il piano terra del palazzo è costituito da un lungo vestibolo interno che corre per tutta la lunghezza della facciata principale sul quale si aprono al centro la grande Sala della Fontana, nella quale il sovrano riceveva la corte, e ai lati una serie di ambienti di servizio con le due scale d'accesso ai piani superiori. La Sala della Fontana, di gran lunga l'elemento architettonico più caratterizzante dell'intero edificio, ha una pianta quadrata sormontata da una volta a crociera ogivale, con tre grandi nicchie su ciascuno dei lati della stanza, occupate in alto da semicupole decorate da muqarnas (decorazioni ad alveare). Nella nicchia sull'asse dell'ingresso principale si trova la fontana sormontata da un pannello a mosaico su fondo oro, sotto il quale scaturisce l'acqua che, scivolando su una lastra marmorea decorata a chevrons posta in posizione obliqua, viene canalizzata in una canaletta che taglia al centro il pavimento della stanza e che arriva alla peschiera antistante. In questo ambiente sono ancora visibili i resti di affreschi parietali realizzati nel Seicento dai Sandoval.
Il primo piano si presenta di dimensioni più piccole, poiché buona parte della sua superficie è occupata dalla Sala della Fontana e dal vestibolo d'ingresso, che con la loro altezza raggiungono il livello del piano superiore. Esso è costituito a destra e a sinistra della Sala della Fontana dalle due scale d'accesso che si aprono su due vestiboli. Questi si affacciano con delle piccole finestre sulla parte alta della Sala, affinché, anche dal piano superiore, si potesse osservare quanto accadeva nel salone di ricevimento. Questo piano costituiva una delle zone residenziali del palazzo ed era destinato molto probabilmente alle donne.
Il secondo piano constava originariamente di un grande atrio centrale delle stesse dimensioni della sottostante Sala della Fontana, di una contigua sala belvedere che si affaccia sul prospetto principale e di due unità residenziali poste simmetricamente ai lati dell'atrio. Questo piano dovette certamente assolvere alla funzione di luogo di soggiorno estivo privato, dal momento che l'atrio centrale scoperto apriva questo luogo all'aria ed alla luce.
Facevano parte del complesso monumentale normanno anche un edificio termale, i cui resti furono scoperti ad ovest della residenza principale durante i lavori di restauro del palazzo, ed una cappella palatina posta poco più ad ovest, lungo la via oggi nominata dei Normanni. Costruita nel XII secolo, la Cappella Palatina della Santissima Trinità presso il Palazzo della Zisa è documentata già sotto il regno di Guglielmo II di Sicilia come Cappella Palatina della residenza. È utilizzata come sacrestia della Chiesa di Gesù, Maria e Santo Stefano alla Zisa,  appartiene alla parrocchia della Chiesa dell'Annunziata.